# Mohamed Oukil
Mohamed Oukil (en arabe : محمد أوكيل) est un footballeur algérien né le 4 juin 1977 à Kouba dans la wilaya d'Alger. Il évoluait au poste de milieu défensif.

## Biographie
Il évolue en première division algérienne avec les clubs, du NA Hussein Dey, du Paradou AC, de l'AS Khroub et enfin du RC Kouba. Il dispute 103 matchs en inscrivant quatre buts en Ligue 1.